# Sit Natura 2000
Un sit Natura 2000 este o arie protejată ce face parte din rețeaua ecologică europeană Natura 2000, cu rol principal de protecție specială avifaunistică și conservare a speciilor și habitatelor de pe teritoriul Uniunii Europene. 
Siturile Natura 2000 sunt de doua tipuri:
- Arii Speciale de Conservare/Situri de Importanță Comunitară (SAC - Special Areas of Conservation/SCI - Sit de Importanță Comunitară) constituite conform Directivei Habitate a Uniunii Europene
- Arii de Protectie Specială Avifaunistică (SPA - Special Protection Areas), constituite conform Directivei Păsări a Uniunii Europene.

În România au fost înființate 273 de situri Natura 2000 pentru protecția speciilor și habitatelor în urma aderării la Uniunea Europeană în 2007.